# Мюэ, Ульрих
Фридрих Ханс Ульрих Мю́э (нем. Friedrich Hans Ulrich Mühe; 20 июня 1953, Гримма, Саксония, ГДР — 22 июля 2007, Вальбек, Саксония-Анхальт, Германия) — немецкий актёр театра и кино. Наибольший успех ему принесла главная роль в фильме «Жизнь других», который в 2007 году был удостоен премии «Оскар» как лучший фильм на иностранном языке.

## Биография
Сын скорняка, он первоначально хотел стать строителем и окончил техникум. Затем проходил воинскую службу в армии ГДР, причём ему выпало служить в подразделении пограничников, охранявших Берлинскую стену. Именно тогда у него обнаружилась язва желудка, из-за которой он досрочно демобилизовался и в 1975 году поступил учиться в Лейпцигскую театральную школу имени Ганса Отто.

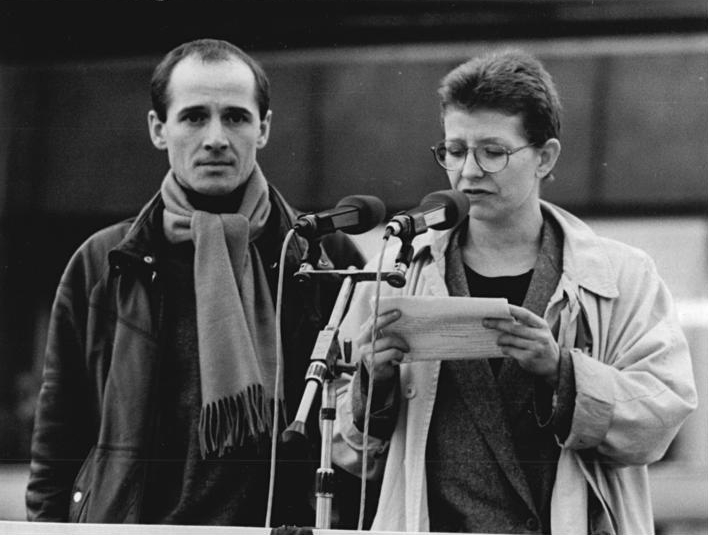
Ульрих Мюэ (слева) на демонстрации на Александерплац, 4 ноября 1989 года

Первый театральный сезон Мюэ провел в Государственном театре Хемница. В 1982 году драматург и режиссёр Хайнер Мюллер, ставивший в Берлине «Макбета», пригласил Ульриха принять участие в постановке.
В 1983 году Ульрих вошёл в состав труппы берлинского Немецкого театра. Вскоре Мюэ стал звездой этого театра и сыграл на его сцене много ролей. За роль в спектакле «Клавиго» (по Гёте), поставленном на сцене венского Бургтеатра Клаусом Пайманом, актёр получил приз Gertrud-Eysoldt-Ring.
С середины 1980-х Ульрих Мюэ стал также активно сниматься в кино- и телефильмах. Телевизионные фильмы принесли Мюэ популярность в Германии. Одна из самых известных работ Ульриха Мюэ — в полицейском сериале «Der letzte Zeuge» («Последний свидетель»). Европейская известность пришла к Ульриху в 1997 году после роли в картине Михаэля Ханеке «Забавные игры». Другой знаковой работой для Мюэ стал фильм молодого режиссёра Флориана Хенкеля фон Доннерсмарка «Жизнь других», отмеченный в 2006 году множеством почётных кинонаград: премия «Оскар» за лучший фильм на иностранном языке, премия Европейской киноакадемии, награды Германской и Баварской киноакадемий и номинация на премию Британской киноакадемии.
Вскоре после «оскаровского» триумфа Ульрих поведал журналистам о том, что болен раком желудка. Умер в возрасте 54 лет в доме своей матери в Вальбеке, недалеко от Лейпцига, куда приехал за несколько дней до смерти. Похоронен там же.

## Личная жизнь
Актёр был трижды женат. Первый раз он был женат на драматурге Аннегрет Хан, которая родила ему двоих детей.
Андреас — берлинский фотограф, Конрад — художник. Второй раз он женился в 1984 году на актрисе Йенни Грёльман (1947—2006), после романа на съемочной площадке телефильма «Поггенпули». Их дочь Анна Мария также стала актрисой. Ульрих был также отчимом для дочери Йенни — Жанны, визажиста. Мюэ и Грёльман развелись в 1990 году.
Его последней супругой стала актриса Сусанна Лотар (1960—2012), которая родила ему двоих детей — Софи Мари и Якоба. Всего же Мюэ был отцом пятерых детей.
Лотар и Мюэ много и охотно играли вместе, например, в «Забавных играх» Михаэля Ханеке, в постановке Петера Цадека пьесы Сары Кейн «Чистые» в 1999 году, в фильме «Немезида» (2010), последней картине актёра, где сыграли пару, переживающую кризис в отношениях. В 2012 году Сусанна подала иск о запрете выпуска фильма в прокат почти на три года,  потому как посчитала, что это выставит пару в негативном свете Лотар ушла из жизни за день до пятой годовщины смерти Мюэ, причины её  смерти не раскрывались.

## Фильмография
- 1985 — Женщина и чужой
- 1989 — Паутина
- 1992 — Штонк!
- 1992 — Видео Бенни
- 1992 — Последняя подводная лодка (телефильм)
- 1994 — Голубой
- 1995 — Руди — гоночная свинья
- 1997 — Забавные игры
- 1997 — Замок
- 1999 — Меткий стрелок
- 2002 — Аминь
- 2003 — Шпион Зорге
- 2005 — Снежная страна
- 2006 — Пер Гюнт
- 2006 — Жизнь других
- 2007 — Мой фюрер, или Самая правдивая правда об Адольфе Гитлере[8]
- 2010 — Немезида[2]